# Trànsit
|  | Per a altres significats, vegeu «Trànsit (desambiguació)». |

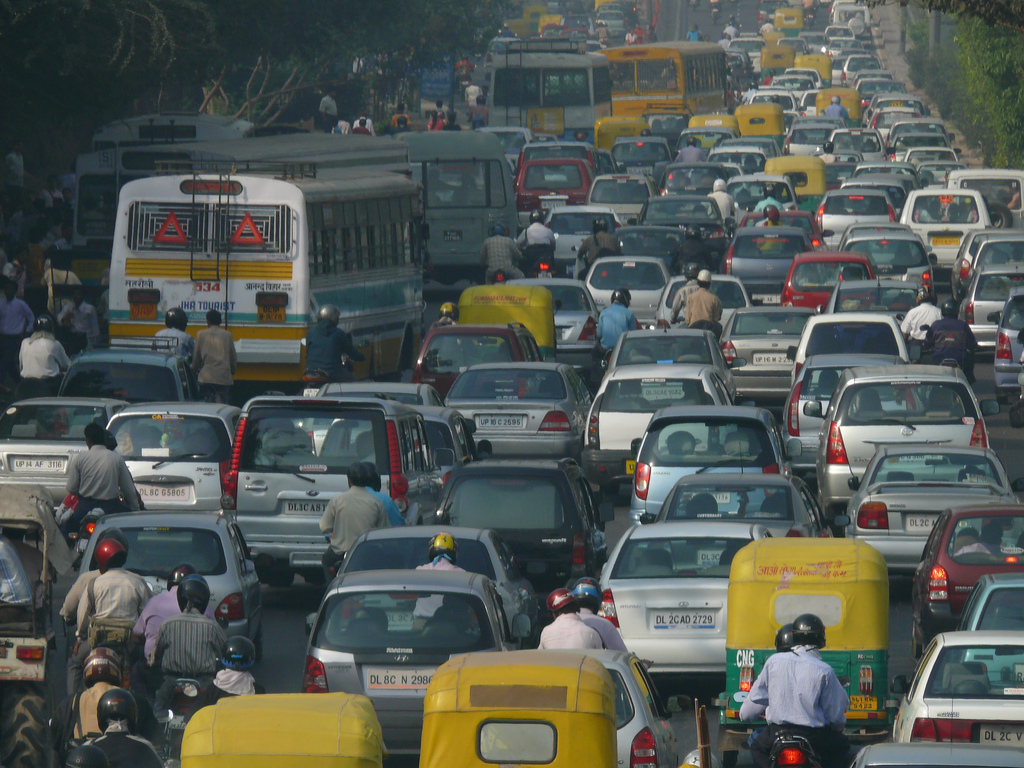
Embós a Delhi.

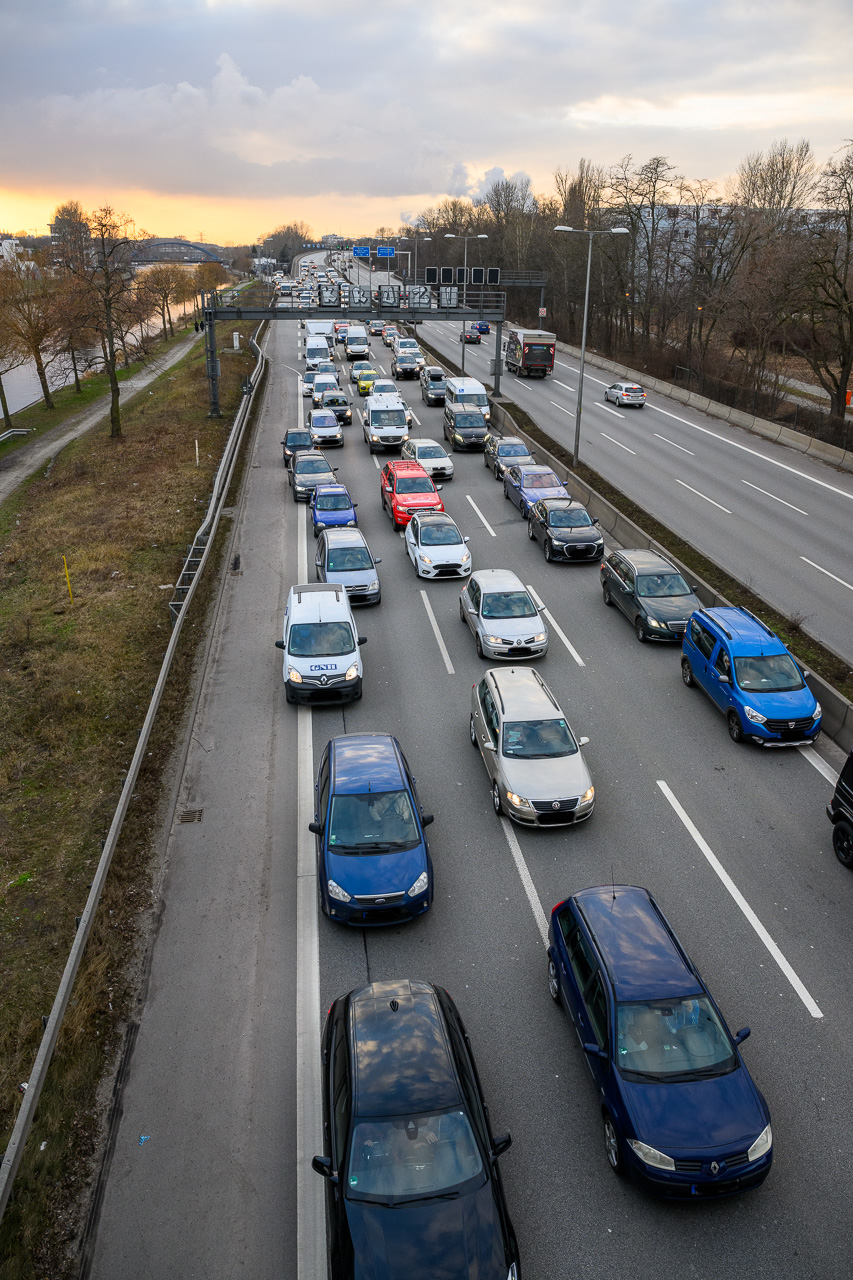
Tràfic a una autopista d'Alemanya

El trànsit vehicular és el fenomen causat pel flux de vehicles en una via, carrer o autopista. Es presenta també amb moltes similituds en altres fenòmens com el flux de partícules (líquids, gasos o sòlids) i el de vianants. En català no hi ha la diferenciació que es fa en anglès entre les paraules transit i traffic, però és suggereix que l'origen ve del català amb trafegar o "decant". En anglès, transit es refereix exclusivament al que en català pot dir-se "transport públic", mentre que traffic equival a "trànsit vehicular". En català "trànsit" descriu el flux d'elements amb mobilitat i "tràfic" als elements transportats per un altre mitjà. En les grans urbs, el trànsit vehicular és present en gairebé totes les esferes de l'activitat diària de la gent, i ocasiona nombrosos fenòmens entre els quals destaquen especialment els congestionats.

## Modelació del flux
Hi ha moltes aproximacions matemàtiques que intenten modelar el flux de trànsit vehicular en termes d'alguna de les seves característiques. Totes elles responen amb cert grau d'afecció a la realitat, mesurant una o varies característiques del flux vehicular.
En termes generals, hi ha tres enfocaments (i un quart híbrid) per modelar el flux de trànsit vehicular:
- Els models macroscòpics s'enfoquen a captar les relacions globals del flux de trànsit, com ara velocitat dels vehicles, flux vehicular i densitat de trànsit. Per la seva naturalesa, són models continus, que fan ús extensiu d'equacions diferencials. Inclou els models de gasos cinètics i els hidrodinàmics. Dirk Helbing, M. Treiber i L. A. Pipes són alguns dels investigadors de més renom en aquesta àrea. Dins dels models macroscòpics existeixen models purament empírics, anomenats models de capacitat i nivell de servei, que renuncien al plantejament precís d'equacions diferencials i es limiten a establir relacions empíriques entre les principals variables sota control del dissenyador.
- Els models microscòpics s'enfoquen en la descripció del comportament del flux del trànsit vehicular a través de descriure les entitats discretes individuals i atòmiques que interaccionen les unes amb les altres (en aquest cas cada vehicle individual). Són models en general discrets. Inclou els models de carro següent i els models amb autòmats cel·lulars (dels quals els més importants són els models Nagel-Schreckenberg i Fukui-Ishibashi). Kai Nagel, Michael Schreckenberg, M. Ban, P. G. Gipps, M. Fukui i Y. Ishibashi són alguns dels grans investigadors en aquesta àrea.
- Els models mesoscòpics (cinètics) defineixen una funció que expressa la probabilitat que un vehicle a determinada velocitat es trobi en cert temps en una determinada posició. Utilitzen en general mètodes de la mecànica estadística.

## Fenòmens del flux vehicular analitzats
Dins de l'estudi del flux de trànsit vehicular, es poden estudiar diversos fenòmens relacionats, com poden ser:
- Congestió vehicular.
- Encreuaments de les avingudes.
- Ús de semàfors.
- Accident de trànsit.

## Trànsit organitzat

### Prioritat de pas (dret de pas)
Els vehicles sovint entren en conflicte amb altres vehicles i vianants perquè les rutes previstes de viatge es creuen i, per tant, interfereixen amb les rutes dels altres. El principi general que estableix qui té dret a passar primer s'anomena dret de pas, o prioritat. Estableix qui té dret a utilitzar el tram conflictiu de la via i qui ha d'esperar que l'altre ho faci.

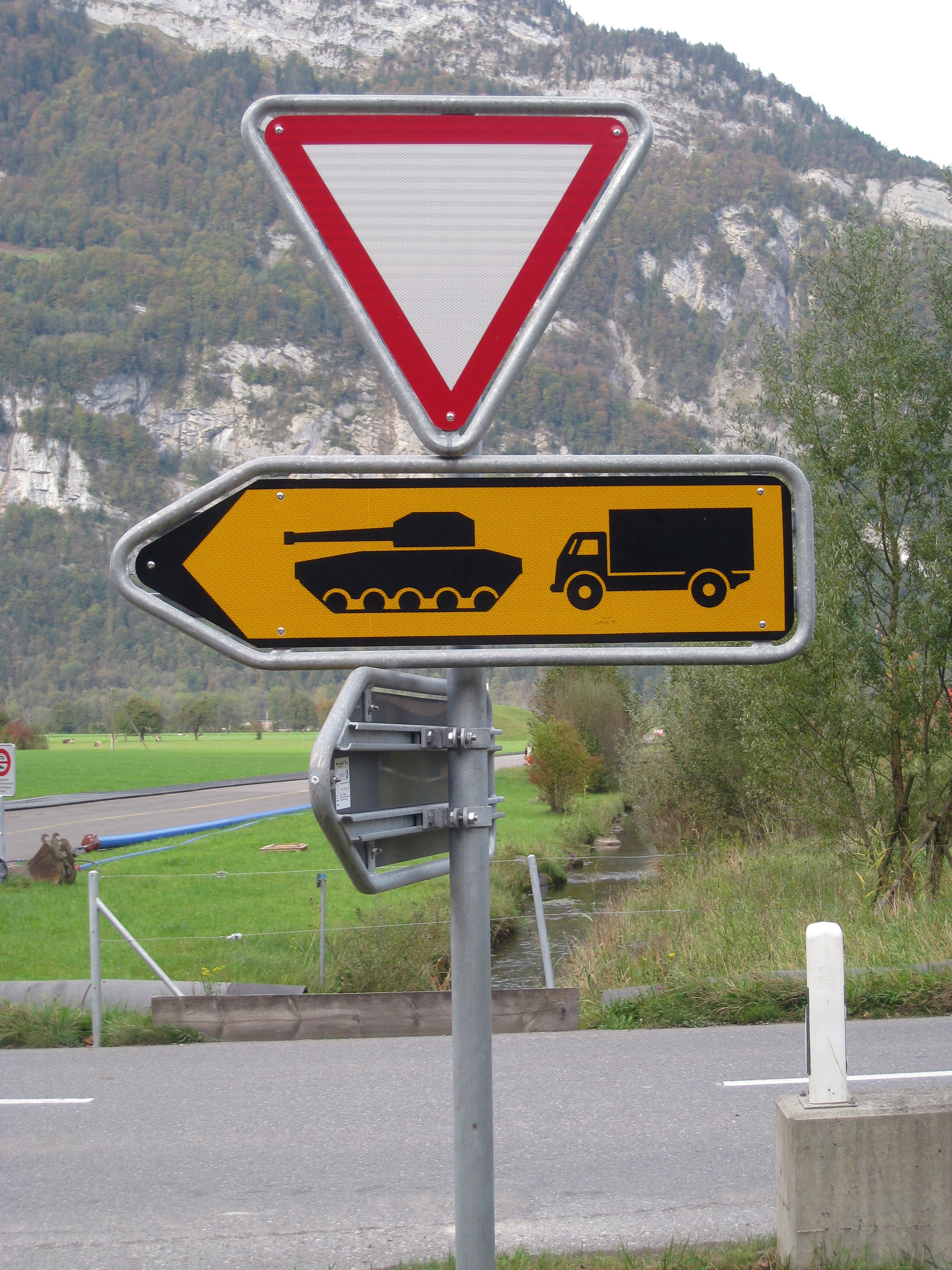
Cediu el pas a Suïssa. Direcció obligatòria del trànsit militar.

Els rètols, senyals, marques i altres característiques s'utilitzen sovint per fer explícita la prioritat. Alguns senyals, com el senyal de stop, són gairebé universals. Quan no hi ha senyals o marques, s'observen regles diferents segons la ubicació. Aquestes regles de prioritat predeterminades difereixen entre països i fins i tot poden variar dins dels països. Les tendències cap a la uniformitat s'exemplifiquen en l'àmbit internacional al Conveni de Viena sobre senyals i senyals viaris, que prescriu dispositius de control de trànsit estandarditzats (senyals i marques) per establir el dret de pas on sigui necessari.
Els encreuaments de vianants (o passos de vianants) són comuns en àrees poblades i poden indicar que els vianants tenen prioritat sobre el trànsit vehicular. A la majoria de les ciutats modernes, el senyal de trànsit s'utilitza per establir el dret de pas a les carreteres concorregudes. El seu objectiu principal és donar a cada camí una durada de temps en què el trànsit pot utilitzar la intersecció de manera organitzada. Els intervals de temps assignats per a cada via es poden ajustar per tenir en compte factors com la diferència en el volum de trànsit, les necessitats dels vianants o altres senyals de trànsit. Els passos de vianants poden estar ubicats a prop d'altres dispositius de control de trànsit; si no estan també regulats d'alguna manera, els vehicles els han de donar prioritat quan estiguin en ús. El trànsit en una via pública sol tenir prioritat sobre altres trànsits com ara el trànsit que surt d'un accés privat; Les cruïlles ferroviàries i els ponts llevadissos són excepcions típiques.

#### Tràfic descontrolat

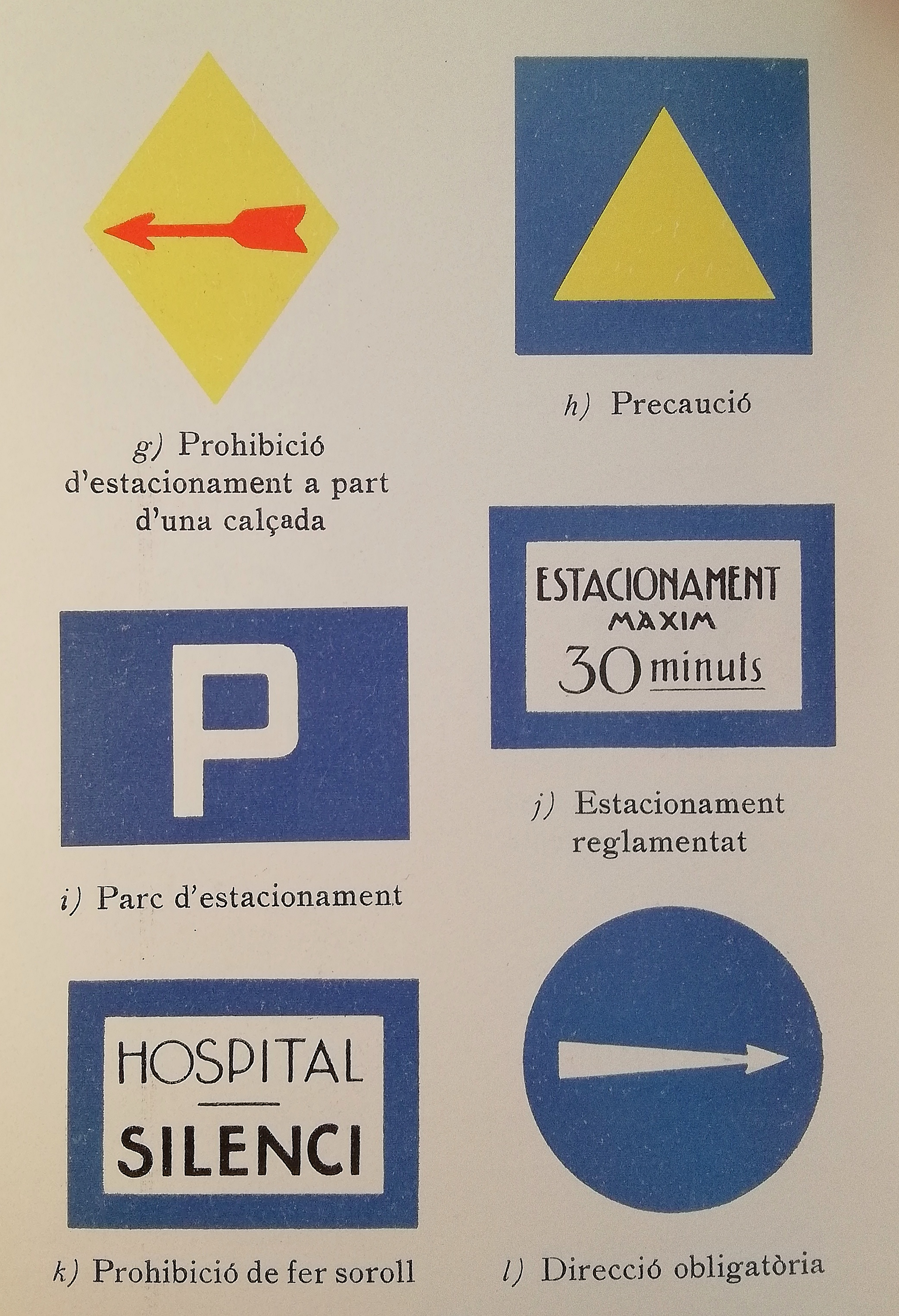
Alguns senyals per regular el trànsit publicats dins el reglament general de circulació urbana per l'Ajuntament de Barcelona l'any 1933

El trànsit descontrolat ve en absència de marques de carrils i senyals de control de trànsit. En camins sense carrils marcats, els conductors tendeixen a mantenir-se al costat apropiat si el camí és prou ample. Amb freqüència, els conductors avancen altres. Les obstruccions són
comuns.
Les interseccions no tenen semàfors ni senyalització, i un carrer en particular en una intersecció molt concorreguda pot ser dominant, és a dir, el trànsit flueix, fins que es produeix una interrupció en el trànsit, moment en què el domini canvia a l'altre carrer on els vehicles estan a la cua. A la intersecció de dos camins perpendiculars, es pot produir un embotellament si quatre vehicles s'enfronten de costat.

### Girs
Els conductors sovint intenten girar cap a una altra carretera o cap a propietat privada. Els senyals de gir parpellejants del vehicle (comunament conegudes com a "intermitents" o "indicadors") s'utilitzen sovint com una forma d'anunciar la intenció de girar, alertant així altres conductors. L'ús real dels senyals direccionals varia molt entre països, encara que el seu propòsit és indicar la intenció del conductor d'apartar-se del flux de trànsit actual (i natural) molt abans que s'executi la sortida (normalment 3 segons com a guia).

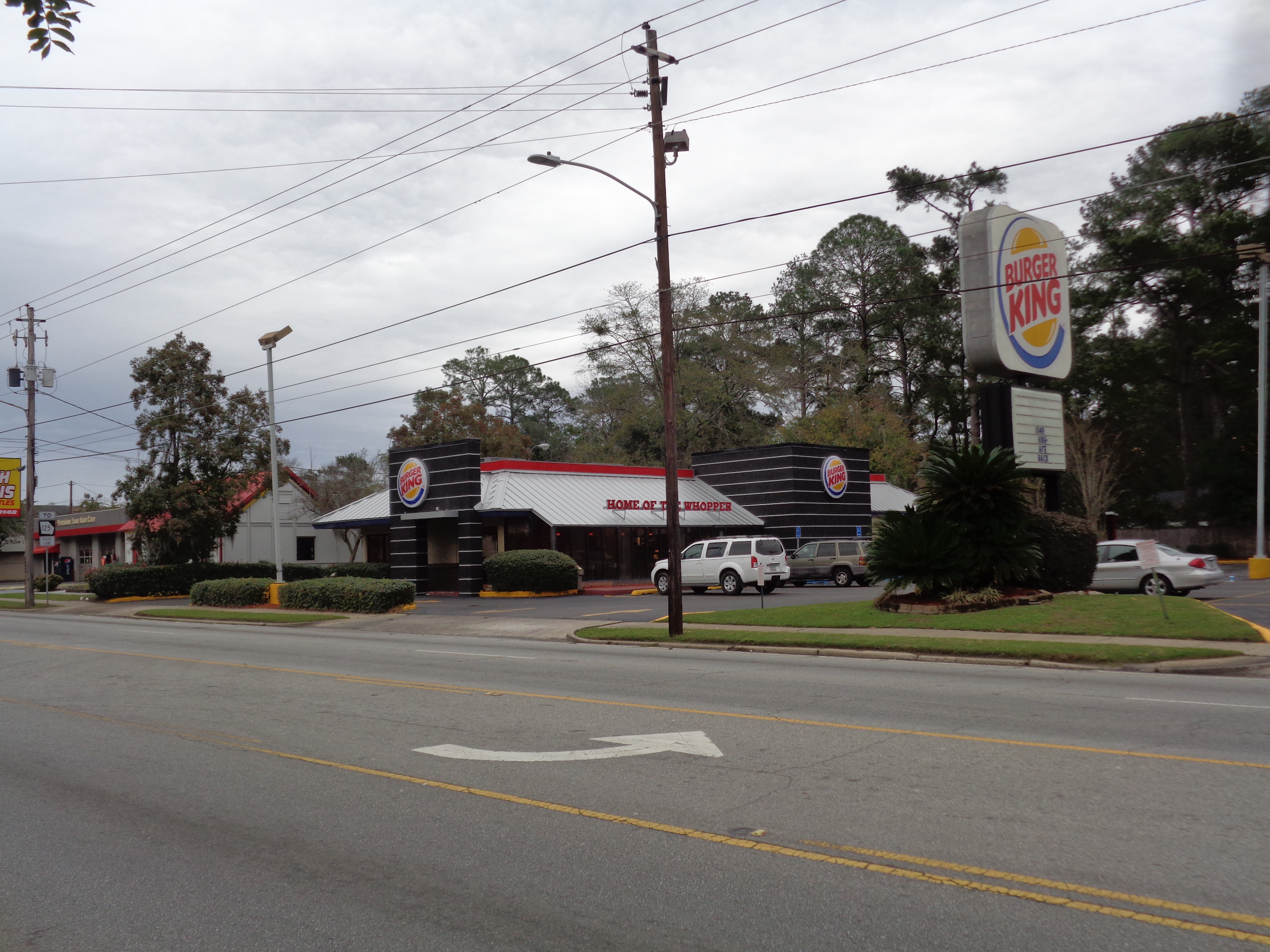
Carril de gir central en una carretera de Geòrgia, Estats Units

En general, això significa que el trànsit que gira s'ha d'aturar i esperar que giri una bretxa, i això pot causar inconvenients per als conductors que els segueixen però no volen girar. Aquesta és la raó per la qual de vegades es proporcionen carrils exclusius i semàfors protegits per girar. En les interseccions més concorregudes on un carril protegit seria ineficaç o no es pot construir, és possible que es prohibeixi completament girar i els conductors hauran de "conduir al voltant de la quadra" per fer el gir. Moltes ciutats empren aquesta tàctica amb força freqüència; a San Francisco, a causa de la seva pràctica comuna, fer tres girs a la dreta es coneix col·loquialment com a "gir a l'esquerra de San Francisco". De la mateixa manera, com moltes interseccions a la ciutat de Taipei estan massa ocupades per permetre girs directes a l'esquerra, els senyals sovint indiquen als conductors que donin la volta a la poma per girar.
Les regles de gir no són de cap manera universals. Per exemple, a Nova Zelanda (un país on es condueix per l'esquerra) entre 1977 i 2012, el trànsit que girava a l'esquerra havia de cedir el pas al trànsit contrari que girava a la dreta i desitjava prendre la mateixa carretera (tret que hi hagués diversos carrils, però llavors cal anar amb compte en cas que un vehicle se salti els carrils). Nova Zelanda va abolir aquesta norma en particular el 25 de març de 2012, excepte a les rotondes o quan s'indica amb un senyal de cedir el pas o stop. Encara que la norma va causar confusió inicial entre els conductors i moltes interseccions van requerir o encara requereixen modificacions, es prediu que el canvi eventualment evitarà una mort i 13 lesions greus a l'any.
En carreteres amb múltiples carrils, generalment s'espera que el trànsit que gira es mogui al carril més proper a la direcció on voleu girar. Per exemple, el trànsit que intenta girar a la dreta generalment es mourà al carril més a la dreta abans de la intersecció. De la mateixa manera, el trànsit que gira a lesquerra es mourà al carril més a lesquerra. Poden existir excepcions a aquesta regla quan, per exemple, l'autoritat de trànsit decideixi que els dos carrils més a la dreta seran per girar a la dreta, i en aquest cas els conductors poden prendre qualsevol d'ells per girar. El trànsit pot adaptar-se a patrons informals que sorgeixen de forma natural en lloc de per la força de l'autoritat. Per exemple, és comú que els conductors observin (i confiïn en) els senyals de gir utilitzats per altres conductors per girar des d'altres carrils. Si diversos vehicles al carril dret giren a la dreta, un vehicle pot venir del carril contigu a la dreta i girar a la dreta també, en paral·lel amb els altres vehicles que giren a la dreta.

#### Interseccions

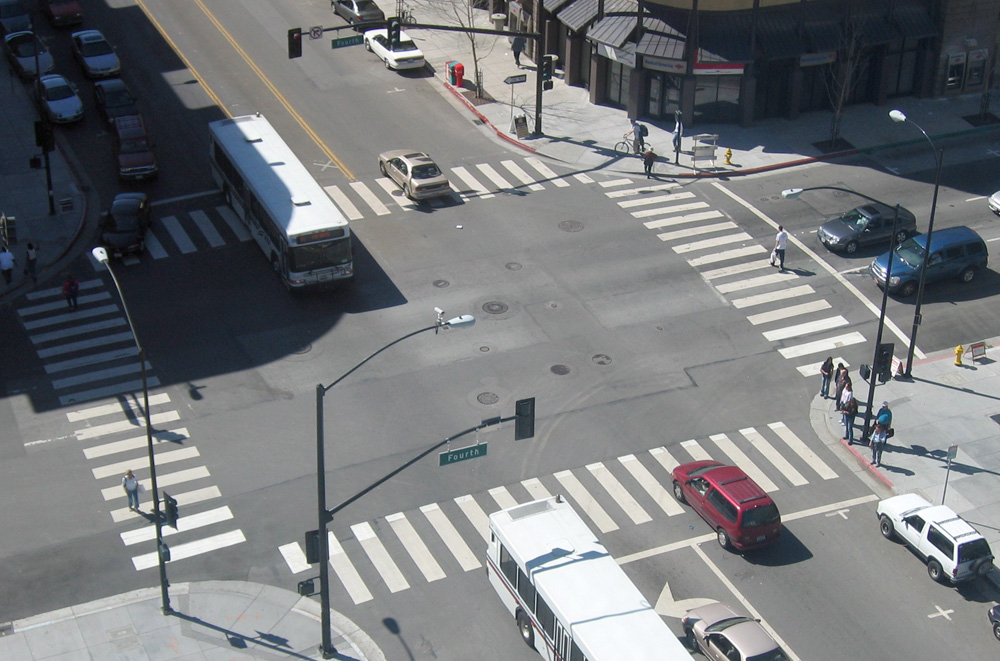
Aquesta intersecció a San José, Califòrnia té creus de vianants, carrils per girar a l'esquerra i semàfors.

En la major part d'Europa continental, la regla predeterminada és donar prioritat a la dreta, però això pot ser anul·lat per senyals o marques vials. Allí, inicialment es va donar prioritat d'acord amb el rang social de cada viatger, però al principi de la vida de l'automòbil, aquesta regla es va considerar poc pràctica i es va reemplaçar amb la regla "priorité à droite" (prioritat a la dreta), que encara s'hi aplica. En una rotonda on no s'anul·la priorité à droite, el trànsit en el qual altrament seria una rotonda dona pas al trànsit que ingressa a la rotonda. La majoria de les rotondes franceses ara tenen senyals de cedir el pas per al trànsit que ingressa al cercle, però queden algunes excepcions notables que operen amb la regla anterior, com la Place de l'Étoile al voltant de l'Arc de Triomf. La prioritat a la dreta quan es fa servir a Europa continental pot ser anul·lada per una jerarquia ascendent de marques, senyals i persones autoritzades.

Una rotonda. El trànsit circula circularment al voltant d'un illot central després de cedir el pas al trànsit circulant. A diferència de les rotondes, els vehicles en una rotonda tenen prioritat sobre el vehicle que ingressa, estacionar-se no està permès i els vianants generalment tenen prohibit l'accés a l'illot central.

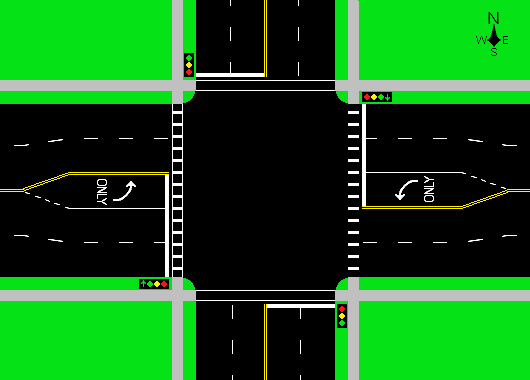
Intersecció de carrers de dos sentits vistes des de dalt (fluxos de trànsit al costat dret de la carretera). El carrer est-oest té carrils per girar a l'esquerra en les dues direccions, però el carrer nord-sud no té carrils per girar a l'esquerra en aquesta intersecció. Els semàfors del carrer est-oest també tenen fletxes verdes per girar a l'esquerra per mostrar quan es pot girar a l'esquerra sense obstacles. Es mostren algunes marques possibles per a les cruïlles de vianants.

Al Regne Unit, la prioritat generalment s'indica mitjançant senyals o marques, per la qual cosa gairebé totes les cruïlles entre vies públiques (excepte els regits per semàfors) tenen un concepte de carretera principal i carretera secundària. La norma predeterminada de cedir el pas a la dreta utilitzada a Europa continental causa problemes a molts conductors britànics i irlandesos que estan acostumats a tenir el dret de pas per defecte tret que s'indiqui el contrari. Una proporció molt petita de creus de poc trànsit no està marcada, generalment en urbanitzacions o àrees rurals. Aquí la norma és "procedir amb molt de compte", és a dir, disminuir la velocitat del vehicle i verificar el trànsit a la carretera que es creua.
Altres països utilitzen diversos mètodes similars als exemples anteriors per establir el dret de pas a les interseccions. Per exemple, a la major part dels Estats Units, la prioritat predeterminada és cedir el pas al trànsit de la dreta, però això sol ser anul·lat per dispositius de control de trànsit o altres regles, com la regla del bulevard. Aquesta regla sosté que el trànsit que ingressa a una via principal des d'una via o atzucac més petit ha de cedir el pas al trànsit de la via més transitada, però sovint encara es col·loquen rètols. La regla del bulevard es pot comparar amb el concepte anterior d'una carretera principal i secundària, o les carreteres prioritàries que es poden trobar als països que són part de la Convenció de Viena sobre senyals viaris.
Interseccions perpendiculars
També coneguda com a intersecció de "quatre vies", aquesta intersecció és la configuració més comuna per a carreteres que es creuen entre si i el tipus més bàsic.
Si els senyals de trànsit no controlen una intersecció de quatre vies, els senyals o altres característiques generalment s'usen per controlar els moviments i establir prioritats clares. La disposició més comuna és indicar que un camí té prioritat sobre l'altre, però hi ha casos complexos en què tot el trànsit que s'aproxima a una intersecció ha de cedir el pas i se'l pot sol·licitar que s'aturi.
Als Estats Units, Sud-àfrica i Canadà, hi ha interseccions de quatre vies amb un senyal de stop a cada entrada, anomenades parades de quatre vies. Un senyal de stop o una llum vermella intermitent és equivalent a una parada en quatre adreces o una parada en totes les adreces. Les regles especials per a les parades de quatre vies poden incloure:
1. Als països que usen parades de quatre vies, els vianants sempre tenen prioritat a les cruïlles de vianants, fins i tot als que no estan marcats, que existeixen com la continuació lògica de les voreres en cada intersecció amb angles aproximadament rectes, llevat que estiguin senyalitzats o pintats d'una altra manera.
2. Qualsevol vehicle que s'aturi primer a la línia de parada, o abans de l'encreuament de vianants, si no hi ha línia de parada, té prioritat.
3. Si dos vehicles s'aturen alhora, es dona prioritat al vehicle de la dreta.
4. Si arriben diversos vehicles alhora, pot sorgir un conflicte de dret de pas en què cap conductor té el dret de pas legal. Això pot donar lloc al fet que els conductors assenyalin informalment altres conductors per indicar la seva intenció de cedir el pas, per exemple, agitant o fent parpellejar els fars.[5]

A Europa i altres llocs, hi ha interseccions similars. Aquests poden estar marcats amb senyals especials (segons la Convenció de Viena sobre Senyalització Viària), un senyal de perill amb una X negra que representa una cruïlla. Aquest rètol informa els conductors que la intersecció no està controlada i que s'apliquen les normes predeterminades. A Europa i a moltes àrees d'Amèrica del Nord, les normes predeterminades que s'apliquen a les interseccions de quatre vies no controlades són gairebé idèntiques:
1. Les normes per als vianants difereixen segons el país; als Estats Units i Canadà, els vianants generalment tenen prioritat en aquestes interseccions.
2. Tots els vehicles han de donar prioritat a qualsevol trànsit que s'acosti per la dreta,
3. Aleshores, si el vehicle gira a la dreta o continua per la mateixa carretera, pot continuar.
4. Els vehicles que giren a l'esquerra també han de donar prioritat al trànsit que s'aproxima des de la direcció oposada, tret que aquest trànsit també estigui girant a l'esquerra.
5. Si la intersecció està congestionada, els vehicles han d'alternar adreces i/o circular amb prioritat a la dreta, un vehicle alhora.

#### Intersecció protegida per a bicicletes
Una sèrie de característiques fan d'aquesta intersecció protegida. Una illa de refugi a la cantonada, una cruïlla de retrocés de vianants i ciclistes, generalment entre 1,5 i 7 metres de retrocés, una barra de parada davantera, que permet als ciclistes aturar-se en un semàfor molt per davant del trànsit motoritzat que cal aturar darrere el pas de vianants. Es fa servir una etapa de semàfor separada o almenys un semàfor verd avançat per a ciclistes i vianants perquè els ciclistes i vianants no tinguin conflictes o tinguin avantatge sobre el trànsit. El disseny fa que un gir a la dreta en vermell i, de vegades, a l'esquerra en vermell, segons la geometria de la intersecció en qüestió, sigui possible en molts casos, sovint sense aturar-se.
Aquest tipus d'intersecció és comú als Països Baixos.

#### Passos de vianants
Els vianants sovint han de creuar de banda a banda de la carretera i, en fer-ho, poden interposar-se en el camí dels vehicles que circulen per la carretera. En molts llocs es deixa als vianants que es cuidin per si mateixos, és a dir, han d'observar el camí i creuar quan veuen que no hi ha trànsit que els amenaci. Les ciutats més concorregudes solen proporcionar passos de vianants, que són franges de la carretera on s'espera que creuin els vianants.

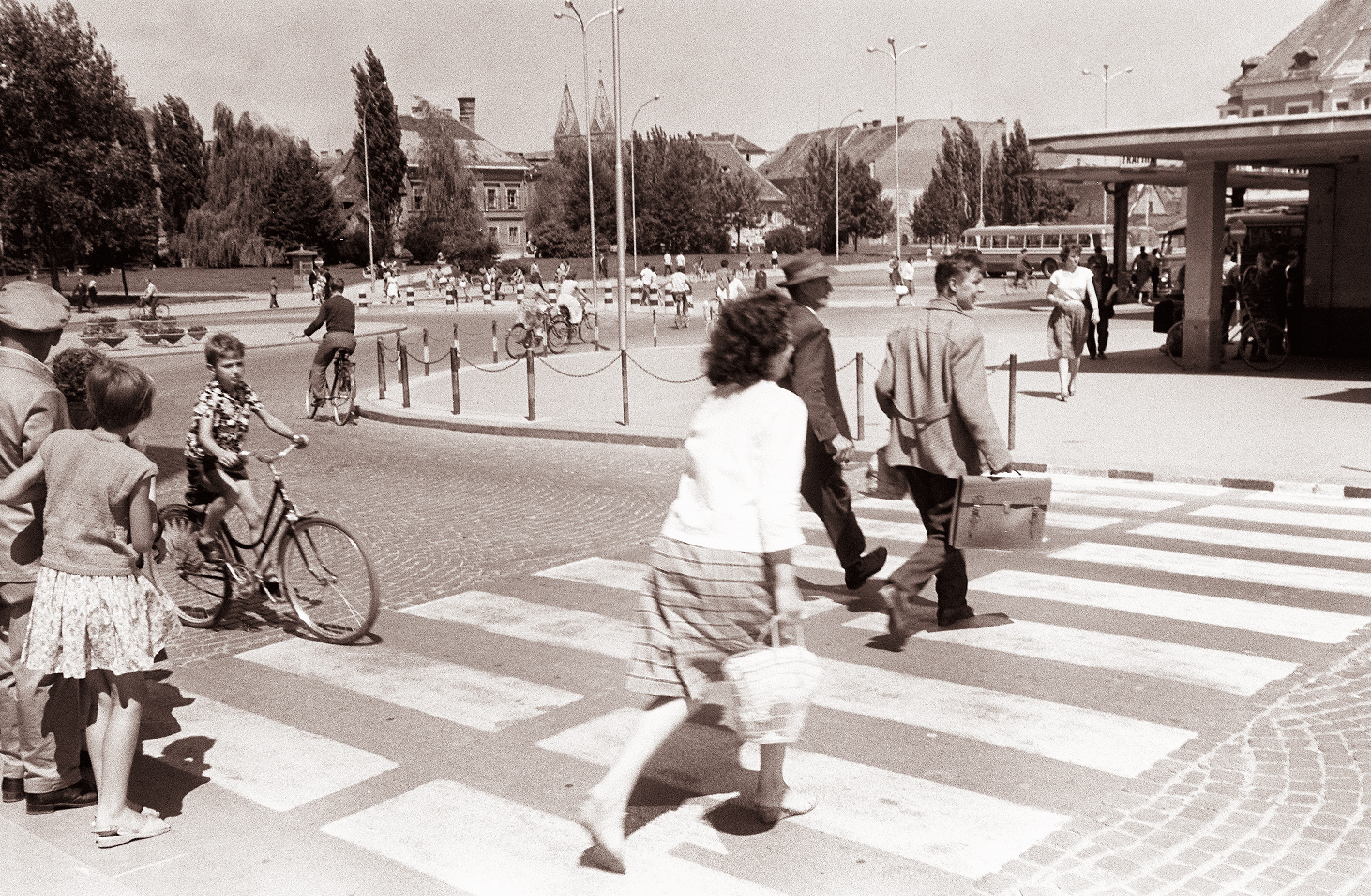
Eslovènia, 1961

L'aparença real de les cruïlles de vianants varia molt, però les dues aparences més comunes són: (1) una sèrie de franges blanques laterals o (2) dues línies blanques longitudinals. En general, es prefereix el primer, ja que es destaca més conspícuament contra el paviment fosc.
Alguns passos de vianants van acompanyats d'un senyal de trànsit perquè els vehicles s'aturin a intervals regulars perquè els vianants puguin creuar. Alguns països tenen senyals de vianants "intel·ligents", on el vianant ha de pressionar un botó per afirmar la seva intenció de creuar. En alguns països, el trànsit que s'aproxima és monitorat per radar o per sensors electromagnètics enterrats a la superfície de la carretera, i els llums de la cruïlla de vianants es posen en vermell si es detecta una infracció de velocitat. Això té l'efecte de fer complir el límit de velocitat local.
Els passos de vianants sense senyals de trànsit també són comuns. En aquest cas, les lleis de trànsit generalment estableixen que el vianant té el dret de pas en creuar i que els vehicles s'han d'aturar quan un vianant fa servir la cruïlla. Els països i les cultures de conducció varien molt pel que fa a la mesura que això es respecta. A l'estat de Nevada, als Estats Units, l'automòbil té el dret de pas quan el senyal de la cruïlla de vianants prohibeix específicament l'encreuament de vianants. La cultura viària és un factor determinant per als comportaments de tots els usuaris de la via pública. Específicament, té un paper principal en els xocs.
Algunes jurisdiccions prohibeixen creuar o utilitzar la carretera en qualsevol lloc que no sigui a les cruïlles, el que s'anomena encreuament imprudent. En altres àrees, els vianants poden tenir dret a creuar per on triïn i tenir dret de pas sobre el trànsit vehicular mentre creuen.
A la majoria de les àrees, es considera que una intersecció té una cruïlla de vianants, fins i tot si no està pintada, sempre que els carrers es trobin en angles rectes aproximats. El Regne Unit i Croàcia es troben entre les excepcions.
Els passos de vianants també es poden ubicar lluny de les interseccions.

## Normativa

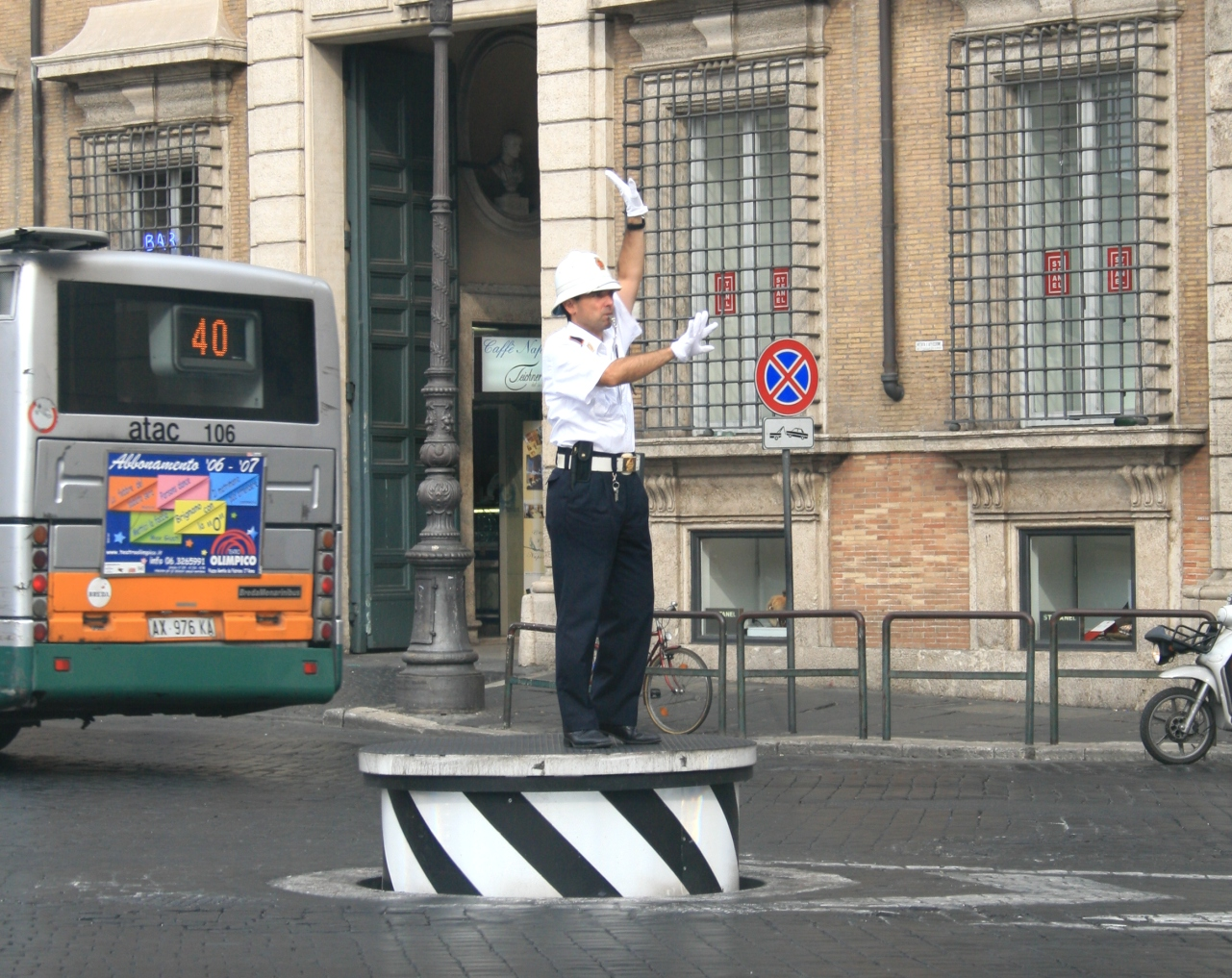
Control de trànsit en una cruïlla de Roma, Itàlia.

A Espanya, és regulada pel Reial Decret Legislatiu 6/2015, 30 octubre pel qual s'aprova el text articulat de la Llei sobre Trànsit, Circulació de Vehicles de Motor i Seguretat Viària. Aquesta llei ha estat desenvolupada pel Reial decret 1428/2003, de 21 de novembre, pel qual s'aprova el Reglament General de Circulació. La circulació del trànsit de vehicles de motor i la seguretat viària a Espanya estan sota el control de la Direcció General de Trànsit (DGT), que depèn de la Guàrdia Civil.